# Космическая связь (компания)

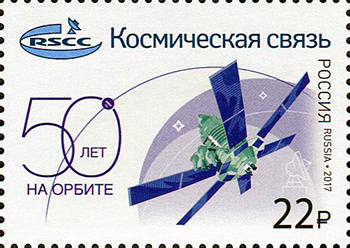
Почтовая марка России, 2017 год

ФГУП «Космическая связь» (англ. Russian Satellite Communications Company (RSCC)) — российская государственная компания — национальный оператор спутниковой связи.

## История
В 1965-1967 годах в восточных районах СССР были сооружены и введено в действие 20 земных станций системы «Орбита», которые стали использоваться для трансляции программ центрального телевидения. 4 ноября 1967 года, когда трансляции программ центрального телевидения в системе «Орбита» стали регулярными, считается днем рождения компании. В 1968 году приказом министерства связи СССР была образована «Станция космической связи», которая затем была преобразована в государственное предприятие «Космическая связь» (ГПКС). 19 апреля 2001 года ГПКС получило статус федерального государственного унитарного предприятия (ФГУП «Космическая связь»).

## Деятельность
ФГУП «Космическая связь» предоставляет услуги связи по всему миру, обладает самой крупной орбитальной группировкой геостационарных спутников связи и вещания в России и разветвлённой наземной инфраструктурой центров спутниковой связи и волоконно-оптических линий связи. Услуги компании включают телерадиовещание, телефонную связь, высокоскоростную передачу данных и широкополосный доступ в Интернет, видеоконференцсвязь, создание корпоративных сетей.
В рамках выполнения Федеральной целевой программы «Развитие телерадиовещания в Российской Федерации на 2009—2018 годы» ФГУП «Космическая связь» осуществляет из Федерального центра мультиплексирования в Москве (ул. Шаболовка, 37) спутниковое телевещание в стандарте MPEG-4, первого (РТРС-1) и второго (РТРС-2) мультиплексов для приёма и последующей передачи в наземных сетях цифрового эфирного телевидения DVB-T2 «Российской телевизионной и радиовещательной сети» (РТРС).

## Действующие спутники
Спутниковая группировка ГПКС включает следующие космические аппараты на геостационарной орбите
Серия «Экспресс»
«Экспресс-80» (80° в. д.)

«Экспресс-103» (96,5° в. д.)
Серия «Экспресс-АМУ»
«Экспресс-АМУ1» (36° в. д.)
«Экспресс-АМУ3» (103° в. д.)
«Экспресс-АМУ7» (145° в. д.)
Серия «Экспресс-АМ»
«Экспресс АМ8» (14° з. д.)

«Экспресс АМ44» (11° з. д.)

«Экспресс АМ7» (40° в. д.)

«Экспресс АМ6» (53° в. д.)

«Экспресс АМ5» (140° в. д.)

Спутники непосредственного вещания 

«Экспресс АТ1» (56° в.д)

«Экспресс АТ2» (140° в.д)

## Наземная инфраструктура
- Центр Космической Связи (ЦКС) «Дубна»[7]. Введён в эксплуатацию в 1980 году приказом министра связи СССР как Олимпийский объект.
- ЦКС «Медвежьи озера» Введён в эксплуатацию 2 ноября 1967 года.
- Технический центр (ТЦ) «Шаболовка»[8] Организован в 1980 году, действует как техническая служба с 1994 года.
- ЦКС «Железногорск» организован в мае 2004 года.
- ЦКС «Сколково» образован в октябре 2003 года.
- ЦКС «Хабаровск» работает с 2004 года.
- ЦКС «Владимир». Введён в эксплуатацию в 1971 году. С 2008 года по 2025 год — Станция спутниковой связи.